# Bohuslavice nad Vláří
Bohuslavice nad Vláří település Csehországban, a Zlíni járásban. Bohuslavice nad Vláří Jestřabí, Štítná nad Vláří-Popov, Vlachovice és Slavičín településekkel határos. Lakosainak száma 361 fő (2024. január 1.).

## Népesség
A település lakosságának változását az alábbi diagram mutatja:
| Lakosok száma | 568  | 549  | 566  | 515  | 428  | 402  | 372  | 372  | 363  | 361  |
|               | 1869 | 1890 | 1921 | 1950 | 1980 | 2001 | 2017 | 2019 | 2022 | 2024 |